# 8 минута
8 минута (енгл. Source Code) је научно-фантастични акциони трилер из 2011. године у режији Данкана Џоунса, и који је написао Бен Рипли. Главну улогу игра Џејк Џиленхол, а споредне улоге играју Мишел Монахан, Вира Фармига и Џефри Рајт. Филм је премијерно приказан 11. марта 2011. године на фестивалу South by Southwest, а у Северној Америци и Европи је објављен 1. априла 2011.
Филм је добио позитивне критике и постао је успех на благајни, зарадивши преко 147.3 милиона долара широм света.

## Радња
Капетан америчке војске, Колтер Стивенс, буди се у приградском возу који је кренуо према Чикагу. Стивенс је дезорјентисан, последња ствар коју памти је његов лет хеликоптером на мисији у Авганистану. Међутим, свету око себе, укључујући његову пријатељицу Кристину Варен и одразима у огледалу, он изгледа као Шон Фентрес, школски учитељ. Док изражава своју збуњеност Кристини, воз експлодира, убијајући све путнике.
Стивенс се буди у слабо осветљеној пилотској кабини. Комуницирајући путем видео екрана, капетан ваздушних снага Колин Гудвин потврђује Стивенсов идентитет и говори му о његовој мисији да пронађе бомбаша воза, пре него што га пошаље назад на почетак.
Верујући да бива тестиран у симулацији, Стивенс проналази бомбу, али није у стању да идентификује бомбаша пре него што воз поново експлодира.
Стивенс се поново буди у капсули. Након захтева да га информишу о томе шта се дешава, сазнаје да се експлозија заправо десила, и да је то био само први напад у низу. Поново га шаљу назад, осам минута пре експлозије да идентификује бомбаша. Овај пут, излази из воза с Кристином како би уходио осумњиченог. Meђутим, пада на шине и убија га теретни воз.
Кад се Стивенс поново буди, струјно напајање капсуле се поквари. Тврди да је спасио Кристину али му др. Рутлеџ каже да је спашена само унутар "Изворног кода". Потом му укратко објасни шта "Изворни код" представља: ескпериманталну машину која реконструише прошлост користећи преостала колективна сећања мртвих путника о последњих осам минута пре експлозије. Стога, једино што је важно је пронаћи бомбаша да би се спречио следећи напад.
По свом следећем повратку, Стивенс сазнаје да се води као убијен у војној акцији од пре два месеца. Разговара са Гудвин, која открива да му недостаје већи део тела, док је остатак везан за животну подршку и прикачен за неуронске сензоре. Капсула у којој се налази и здраво тело су "манифестације" које је његов ум створио да би рационализовао околину. Љут због свог присилног заточеништва, Стивенс тражи да буде убијен након мисије и Рутлеџ пристаје.
Након бројних покушаја, Стивенс идентификује бомбаша - терориста по имену Дерек Фрост. Стивенс памти Фростове дозволе и регистарске таблице његовог возила. Међутим, не успева да заустави експлозију. Ван Изворног Кода, своје знање преноси Гудвиновој, што помаже полицији да ухапси Фроста и спречи други напад. Стивенсу честитају на успешно обављеној мисији. Рутлеџ потајно планира да прекрши договор који је склопио са Стивенсом о томе да га пусте да умре, пошто је он једини кандидат који може тренутно да уђе у Изворни Код.
Саосећајући се са његовом патњом, Гудвин посљедњи пут шаље Стевенса назад и обећава да ће прекинути његову животну подршку након осам минута. Овај пут, уговара састанак с Кристином, деактивира бомбу, везује Фроста лисицама и пријављује га полицији. Зове свог оца правећи се да је пријатељ из војске, мири се с њим и шаље Гудвиновој поруку. Након осам минута, Гудвин искључује Стивенсову животну подршку.
Пошто свет око њега наставља да постоји након осам минута, Стивенс потврђује себи да Изворни Код није само симулација, већ пролаз ка алтернативним стварностима. Он и Кристина излазе из воза и иду на састанак. У истој стварности, Гудвин прима Стивенсову поруку. Информише је о истинској способности Изворног кода и моли је да помогне Стивенсу из друге реалности.

## Улоге
| Глумац              | Улога                         |
| ------------------- | ----------------------------- |
| Џејк Џиленхол       | Капетан Колтер Стивенс        |
| Мишел Монахан       | Кристина Ворен                |
| Вира Фармига        | Капетан Колин Гудвин          |
| Џефри Рајт          | Др. Рутлеџ                    |
| Мајкл Арден         | Дерек Фрост                   |
| Расел Питерс        | Макс Деноф                    |
| Скот Бакула         | Доналд Стивенс, Колтеров отац |
| Фредрик де Грандпре | Шон Фентрез (само одраз)      |
| Кас Анвар           | Хазми                         |

## Производња

### Пре продукција
Дејвид Хан, дечак приказан у документарцу снимљеном за телевизију из 2003. године, Нуклеарни Извиђач, је био инспирација за негативца Дерека Фроста. У чланку који је објављен од стране Америчког Удружења Писаца, сценариста Бен Рипли је описан како пружа првобитан тон студију одговорним за производњу 8 минута.
Након што је видео Месец, Џиленхол је подстакао Џоунса да режира 8 минута. Џоунсу се свидео брзо темпирани сценарио; како касније каже: "Било је свакавих изазова и загонетки и помало волим да их решавам, тако да ми је било забавно док сам радио на томе како да постигнем све тешке ствари које су постављене у сценарију".
У завршној сцени, Џејк Џиленхол и Мишел Монахан шетају кроз Миленијумски Парк и долазе то Cloud Gate-а. У интервјуу из 2011. Џиленхол је говорио о томе како је режисер Данкан Џоунс сматрао да је та грађевина метафора која представља тему филма и да је имао циљ да је прикаже на почетку и крају филма.

### Снимање
Главно снимање је почело 1. марта 2010. у Монтреалу, Квебек, и завршило се 29. априла 2010. Неколико сцена снимљено је у Чикагу, Илиноис, тачније у Миленијумском Парку и главној згради у Илиноис Технолошком Институту, мада је знак, који приказује његово име, на раскрсници 31 улице и улице С ЛаСале, исечен у монтажи.

У почетку су нека снимања била заказана на железничкој станици Отава, Онтарио, али су отказана због недостатка споразума са ВИА Железницом.

### Пост продукција
Уређивање је извршено у Лос Анђелесу. У јулу 2010. године филм је био у фази визуелних ефеката постпродукције. Већином радова с визуелним ефектима руковали су студији из Монтреала, укључујући Modus FX, Rodeo FX, Oblique FX, and Fly Studio. Џоунс је потврдио да ће музику филма компоновати Клинт Мансел, у својој другој сарадњи са тим композитором. Међутим, касније је објављено да Мансел више неће компоновати музику за филм због временских ограничења.

## Пријем

### Благајна
8 минута је објављен у биоскопима 1. априла 2011. У Сједињеним Америчким Државама и Канади, 8 минута је театрално објављен у 2.961 конвенционалном биоскопу. Филм је током приказивања поноћних пројекција у 2961 локацији зарадио преко 54 милиона долара. Током првог викенда по објави, филм је свеукупно зарадио 14,8 милиона долара.

### Критика
8 минута је добио позитивне рецензије критичара. Веб сајт за прикупљање рецензија, Ротен Томејтоуз, извештава о оцени одобравања од 91%, заснованој на збиру од 247 прегледа, са просечном оценом 7,5/10. Консензус странице гласи: "Проналазећи људску причу усред акције, редитељ Данкан Џоунс и шармантан Џејк Џиленхол креирају паметан, задовољавајући научно-фантастични трилер." Метакритик је филму доделио просечну оцену 74/100, на основу 41 рецензије, што указује на „опште повољне критике“.
Критичари су упоредили 8 минута са филмом из 1993. Дан мрмота, као и са филмом британског редитеља Тони Скота из 2006. - Дежа Ви. У другом случају, истакнута је сличност у заплету у ком главни јунак одлучно покушава да промени прошлост, као и његова решеност да спаси жртву, уместо да једноставно покуша да разоткрије идентитет починиоца злочина. Другачије је описан као "пресек између Дана мрмота и Убиства у Оријент експресу" док филмски критичар Бил Гудикунц у новинама Република Аризона каже да упоређивање 8 минута са Даном мрмота чини рђаву услугу очаравајућој "игри ума" 8 минута.
Ричард Ропер је у новинама Chicago Sun-Times назвао филм "збуњујући, узбудљив, изазован - и најбољи филм који сам до сада видео у 2011. години." Роџер Иберт је дао филму 3,5 звездица од 4, назвавши га "генијалним трилером" у ком "опраштате бесмислицама зато што вас воде у загонетно". Кенет Туран је у новинама Лос Анђелес тајмс назвао сценарио Бена Риплија "паметно конструисаним" и филмом који је "оштро режирао Данкан Џоунс". Такође је похвалио "глумце с одлучношћу и способношћу да веома уверљиво прикажу његову причу". Си-Ен-Ен је назвао Риплијев сценарио "генијалним", а филм "ауторитативном вежбом изломљеног приповедања попут филма Мементо Кристофера Нолана". Такође су прокоментарисали да је Џиленхол "више неодољив овде него што је био у дуже време".

### Похвале и награде
| Година | Група                         | Категорија                                                       | Примаоци                   | Резултат   |
| ------ | ----------------------------- | ---------------------------------------------------------------- | -------------------------- | ---------- |
| 2011   | Scream Awards                 | Најбољи глумац научне фантастике                                 | Џејк Џиленхол              | Номинација |
| 2011   | Bradbury Award                | Бредбури Награда                                                 | Бен Рипли and Данкан Џоунс | Номинација |
| 2012   | Hugo Award                    | Најбоља Драмска Презентација, Дуга Форма                         | Бен Рипли and Данкан Џоунс | Номинација |
| 2012   | Visual Effects Society Awards | Изванредни Подржавајући Визуелни Ефекти у Играној Филмској Слици | Ени Годин, Луис Морин      | Номинација |